# Torre de Doncos
La torre de Doncos, son los restos de la antigua fortaleza de Santo Agostiño o fortaleza da Grupa, situado en la localidad de As Nogais (provincia de Lugo, España). Esta edificación está considerada desde el año 1994 como un Bien de Interés Cultural dentro del catálogo de monumentos del patrimonio histórico de España.
Situada en lo alto de una colina a una altitud de 620 m, se ubica a unos 300 m al oeste de la A-VI en dirección Lugo, viniendo de Madrid, pasado la aldea de Doncos. Se trata de una torre cuadrada de mampostería, de 8 m de lado con 3 pisos de mampuestos de pizarra más un sótano horadado en la roca. Alrededor, se encuentran vestigios de un recinto cuadrado con muros de 2 m de ancho con restos de un torreón cilíndrico.
La torre ocupa una posición estratégica en el paso de El Bierzo a Galicia. Según Madoz sería de origen romano, aunque tiene aspecto medieval. Por allí pasaba la calzada romana de Braga a Astorga. Se tiene por solar de los Valcárce y en el siglo XIV era de García Rodríguez de Valcarce. En el siglo XV era del conde de Ayala y en el siglo XVII estaba abandonada y era propiedad de Fernando de Toledo. En la invasión francesa fue devastada.